# ノーマン・カズンズ

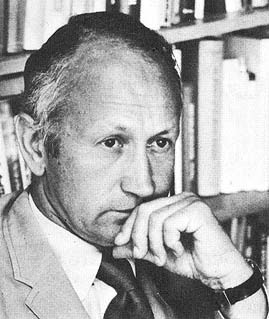
ノーマン・カズンズ

ノーマン・カズンズ（Norman Cousins、1915年6月24日 - 1990年11月30日）は、アメリカ合衆国ニュージャージー州ユニオンシティ生まれのジャーナリスト、作家。広島市特別名誉市民。

　カズンズは、ニュージャージー州ウェスト・ホーボーケン（後にユニオンシティとなる）でユダヤ人移民の両親であるサミュエル・カズンズとサラ・バブシュキン・カズンズの間に生まれた。11歳のとき、彼は結核と誤診され、療養所に収容された。それにもかかわらず、彼は運動神経の良い若者であり、少年の頃は「活力を発見することに努めた」と回想している。
　カズンズはニューヨーク市ブロンクスのセオドア・ルーズベルト高校に通い、1933年2月3日に卒業した。彼は高校新聞「ザ・スクエア・ディール」を編集しており、その編集能力はすでに証明されていた。カズンズはニューヨーク市のコロンビア大学ティーチャーズ・カレッジで学士号を取得。
　彼は1934年にニューヨークイブニングポスト(現ニューヨーク・ポスト）紙)のスタッフに加わり、1935年にカレントヒストリーに書評家として雇われた。その後、編集長に就任。彼はまた、同じ建物内に事務所を構えていた『Saturday Review of Literature 』 （後に『Saturday Review』と改名）のスタッフとも親交を深め、1940年までにはその出版物のスタッフにも加わった。彼は1942年に編集長に指名され、その職は 1972年まで務めました。彼の指揮のもと、出版物の発行部数は 20,000 部から 650,000 部に増加した。
　カズンズは1978年にカリフォルニア大学ロサンゼルス校の学部に加わり、精神医学および生物行動科学科の非常勤教授になった。彼は倫理と医学文献を教えた。彼の研究対象は、精神態度と健康の関係だった。
　カズンズは人間の感情の生化学について研究しており、それが人類の病気との闘いの成功の鍵であると長年信じてた。これは、1964年に突然発症した重篤な結合組織病(膠原病とも呼ばれる) と闘いながらも、彼が持ち続けた信念だった。ラスク医師のリハビリテーションクリニックの専門家はこの診断を確認し、強直性脊椎炎の診断を追加した。回復のチャンスは500回に1回であると言われたカズンズは、独自の回復プログラムを開発した。彼はビタミンCを大量に静脈内投与し、テレビ番組『キャンディッド・カメラ』の映像やさまざまな漫画映画によって自然に笑いが起こった。しかし、彼の前向きな姿勢は彼にとって新しいことではなかった。彼は常に楽観主義者で、他人への優しさと人生そのものに対する強い愛情で知られてた。「10分間本気で腹を抱えて笑うと麻酔効果があり、少なくとも2時間は痛みのない睡眠が得られるという嬉しい発見をした」と彼は報告した。「笑いによる鎮痛効果が弱まると、再び映写機のスイッチを入れると、また痛みがなくなることも少なくありませんでした。」彼の病気との闘いと笑い療法の発見は、1979年の著書「患者が知覚する病気の解剖学」、「笑いと治癒力」に詳しく記載されている。
　カズンズが彼の病気を治したかどうかを疑問視する論評の中で、フローレンス・ルーダーマンは、「カズンズが患ったのは関節炎の急性発作であり、その後ゆっくりと、しかし極めて自然に治まった可能性は十分に考えられる」と書いた。
　後年、彼と妻のエレンは、運動、ビタミン剤の毎日の処方、そしてエレンの有機菜園で提供される良質な栄養によって、一緒に心臓病と闘いました。彼は病気と治癒に関するベストセラーのノンフィクション本のコレクションを執筆したほか、1980 年に自伝的回想録『Human Options : An Autobiographical Notebook』を執筆した。
　カズンズは1990年11月30日にロサンゼルスで心不全のため亡くなったが、医師の予測よりも何年も長く生きた。最初の心臓発作から10年、膠原病から26年、医師が最初に心臓病と診断してから36年だった。
　カズンズは1949年、広島を訪れ、広島市への原子爆弾投下の惨状を視察。広島戦災児育成所の原爆孤児たちに強い衝撃を受け、帰国後にルポルタージュ「4年後のヒロシマ」を発表する。
これを契機にして、日本基督教団広島流川教会の牧師、谷本清らとともに「精神養子運動」（原爆孤児たちの育成のため、米国人が彼らを精神的な養子とし、精神的な親が年額20ドルの養育費を送るというもの）を開始。400名以上の孤児に対する支援を実施する。
また、原爆によってケロイドを負った若い女性たち（いわゆる「原爆乙女」）への義援金を募るため、谷本牧師とその家族をテレビの対面番組『This is Your Life』に出演させ、原爆を投下したB-29エノラ・ゲイ号の副機長だったロバート・A・ルイスと対面させた。この番組の大反響により5万ドルの寄付金が集まり、これにより1955年に原爆乙女25名が米国ニューヨーク市のマウントサイナイ病院において治療を受けることとなった。
1956年、原爆乙女の渡米治療や精神養子運動に尽くしたお礼として広島市が油絵１点を寄贈。
1964年、広島市特別名誉市民の称号を受ける。
『サタデー・レビュー』の編集長を引退した後は、カリフォルニア大学医学部大脳研究所教授として、生物学や医療ジャーナリズムを講義。核兵器廃絶運動や環境汚染への反対運動などでも活躍した。
1987年第1回谷本清平和賞受賞。
1990年11月30日、ロサンゼルスにて心臓麻痺で死去。
2003年、広島県の平和記念公園にノーマン・カズンズ記念碑が建立された。

## 著書
- 「笑いと治癒力」（岩波書店, ISBN 4006030304 ）
- 「続・笑いと治癒力―生への意欲 」（岩波書店, ISBN 4006031041 ）
- 「私は自力で心臓病を治した」（角川書店, ISBN 4047031712 ）
- 「人間の選択―自伝的覚え書き」（角川書店, ISBN 4047031569 ）
- 「500分の1の奇蹟」（講談社, ISBN 4061834304 ）
- 「死の淵からの生還―現代医療の見失っているもの」（講談社, ISBN 4061151045 ）
- 「ヘッド・ファースト―希望の生命学」（春秋社, ISBN 4393710223 ）
- 「世界市民の対話―平和と人間と国連をめぐって」（池田大作と共著,聖教新聞社, ISBN 4412010775 ）
- 「ある編集者のオデッセイ」（早川書房）